# Алексан Акопян
Алексан Акопович Акопян (вірм. Ալէքսան Հակոբյան; нар. 11 жовтня 1955, Єреван) — колишній депутат парламенту Вірменії. Історик, кандидат історичних наук. Нагороджений орденом Бойового Хреста 1-го ступеня (1998).

## Життєпис
Народився 11 жовтня 1955 року в Єревані.
- 1973—1978 — Єреванський державний університет.
- 1972—1973 — робочий на фірмі «Айгорц».
- 1978—1981 — аспірантура Ленінградського інституту сходознавства АН СРСР.
- 1981—1990 — старший науковий співробітник інституту сходознавства НАН Вірменської РСР. Член комітету «Карабах».
- З грудня 1988 року по квітень 1989 — був заарештований разом з іншими членами комітету.
- 1990—1991 — голова комітету з питань міграції та біженців при уряді Вірменської РСР.
- 1991—1995 — депутат Верховної ради Вірменської РСР. Член «АОД».
- 1995—1999 — знову депутат парламенту. Член постійної комісії з питань оборони, національної безпеки та внутрішніх справ. Член фракції «Республіка».
- 1999—2003 — депутат парламенту. Член постійної комісії з питань оборони, національної безпеки та внутрішніх справ. Безпартійний.